# Chalcomitra
Chalcomitra és un gènere d'ocells de la família dels nectarínids (Nectariinidae) que habita les zones forestals de l'ecozona afrotropical. Les diferents espècies han estat incloses al gènere Nectarinia.

## Llista d'espècies
S'han descrit 7 espècies dins aquest gènere:
- Chalcomitra adelberti - suimanga gorjablanc.
- Chalcomitra fuliginosa - suimanga carmelità.
- Chalcomitra rubescens - suimanga gorjaverd.
- Chalcomitra amethystina - suimanga ametista.
- Chalcomitra senegalensis - suimanga de pit escarlata.
- Chalcomitra hunteri - suimanga de Hunter.
- Chalcomitra balfouri - suimanga de Socotra.